# Mick Jagger

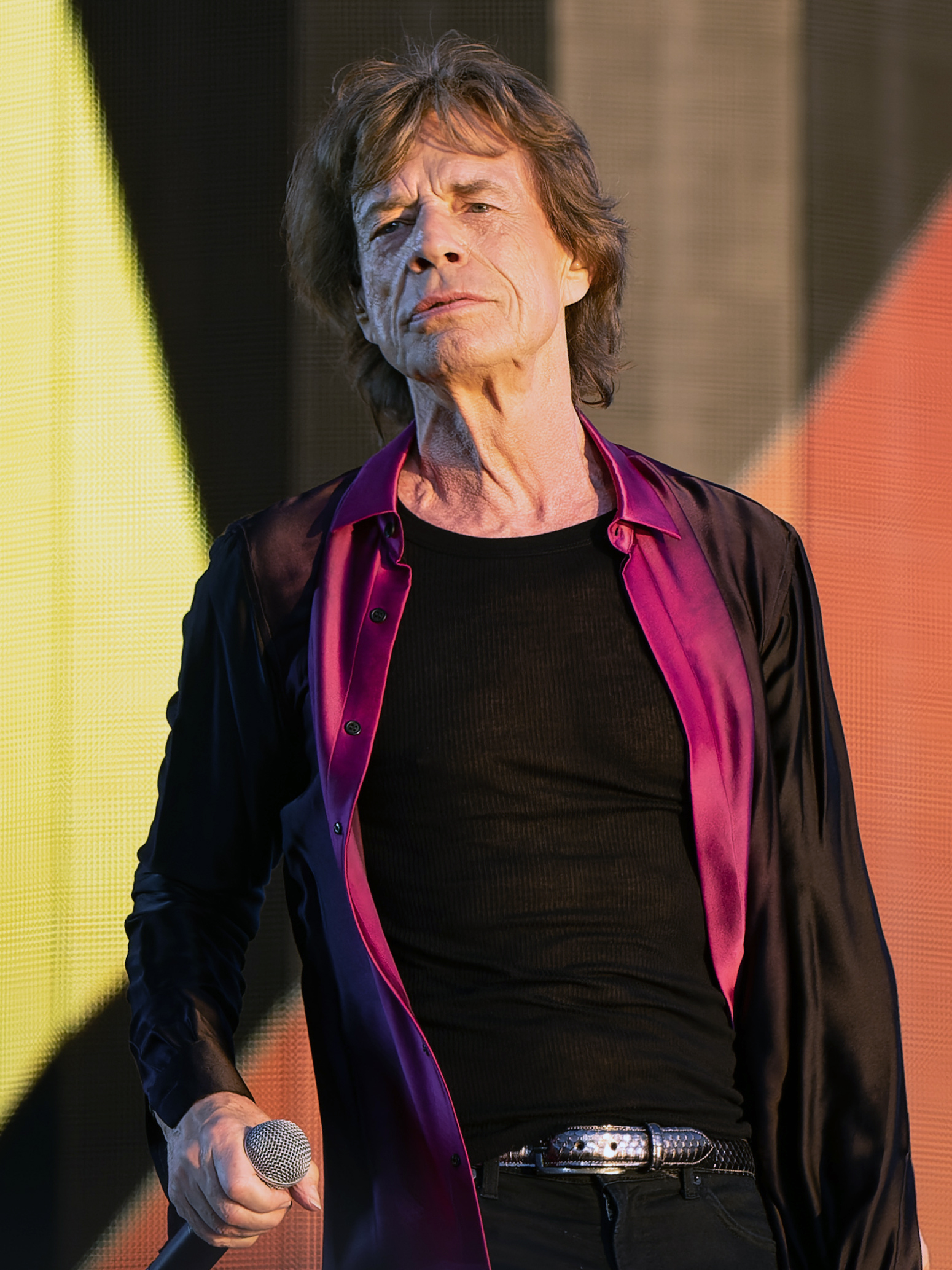
Mick Jagger (2022)

Sir Michael Philip „Mick“ Jagger (* 26. Juli 1943 in Dartford, Grafschaft Kent, England) ist ein britischer Musiker, Sänger und Songwriter. Berühmt wurde er als Frontmann der britischen Rockgruppe The Rolling Stones. Jagger spielt Mundharmonika, Gitarre und Klavier. Er wirkte auch als Schauspieler, Produzent und Komponist bei mehreren Filmen mit. Mick Jagger wird medial teilweise als „Inbegriff des ewig jungen Rockstars“ wahrgenommen.

## Leben

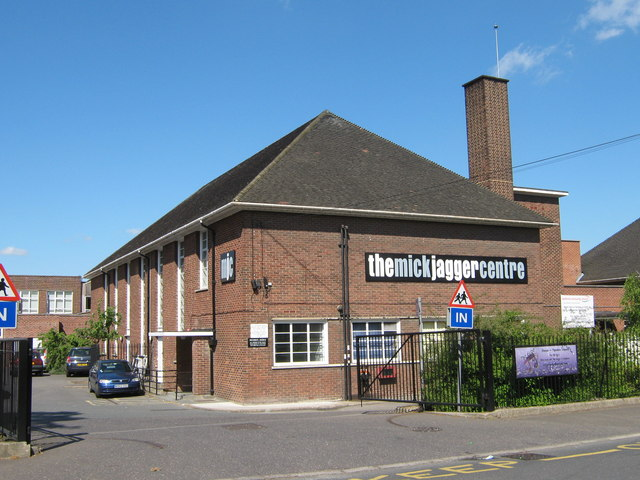
Mick Jagger Centre, ein von Jagger unterstütztes Musik- und Kulturzentrum auf dem Gelände der Dartford Grammar School

Michael Jaggers Vater, Basil Fanshawe „Joe“ Jagger (1913–2006), stammte aus Nordengland und war Sportlehrer am städtischen Strawberry-Hill-College und Fitnessexperte, der auch bei Mick Jagger sportlichen Ehrgeiz bewirkte. Seine Mutter Eva Ensley Mary Jagger (geborene Scutts, 1913–2000) kam als Teenager von Australien nach England und arbeitete gelegentlich als Avon-Beraterin. Sie sorgte dafür, dass in der Familie Hausmusik betrieben wurde. Mick Jagger war der erste Sohn seiner Eltern.
Sein vier Jahre jüngerer Bruder Christopher „Chris“ Jagger (* 19. Dezember 1947) ist ebenfalls Musiker geworden. Das Elternhaus von Mick Jagger – damals wurde er noch „Mike“ genannt –, eine Doppelhaushälfte, blieb bei den Luftangriffen im Sommer 1944 verschont. Jagger besuchte zunächst die Wentworth Primary School und wechselte dann auf die Dartford Grammar School for Boys, wo sein Vater gegen Ende der 1950er Jahre ein Basketballteam zusammenstellte, dessen Mannschaftskapitän Mick Jagger wurde. Nachdem Mick Jagger und sein Schulfreund Dick Taylor im März 1958 ein Konzert von Buddy Holly and the Crickets in Manchester besucht hatten, begannen beide selbst Musik zu machen.
Von Chuck Berry war Jagger begeistert, seit er 1960 Bert Sterns Dokumentation „Jazz on a Summer’s Day“ gesehen hatte, in der Chuck Berry „Sweet Little Sixteen“ sang. Mick Jagger und Dick Taylor gründeten mit Bob Beckwith, die Blues-Band „Little Boy Blue and the Blue Boys“, in der Jagger die Rolle des Sängers übernahm. Im Gemeindesaal von Dartford trat er mit dieser Band erstmals öffentlich auf.

### The Rolling Stones

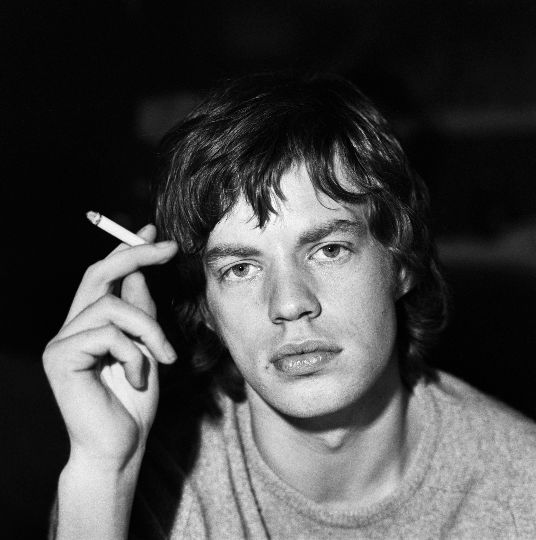
Mick Jagger, 1965

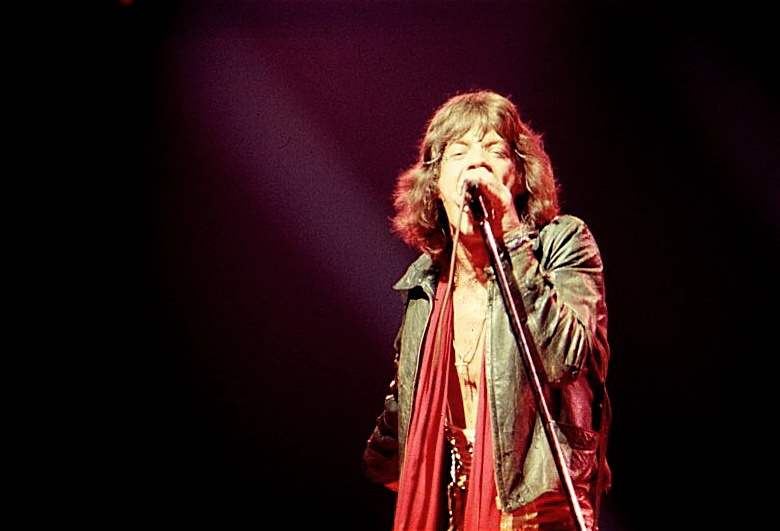
Bei einem Auftritt der Rolling Stones in den 1970er Jahren

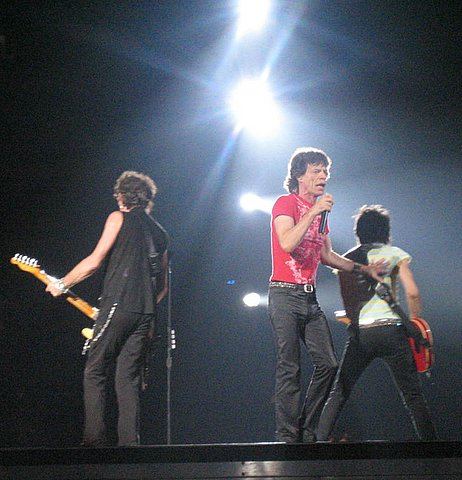
Mit den Rolling Stones 2005 in Toronto

Bereits als Jugendlicher lernte Jagger Keith Richards kennen, der ebenfalls in Dartford aufgewachsen ist und dort die Wentworth Primary School besuchte. Im Frühherbst 1961, in Jaggers Studienzeit an der renommierten London School of Economics and Political Science (LSE), trafen sich Jagger und der inzwischen 17-jährige Keith Richards zufällig wieder, als sie beide auf den Zug warteten. Jagger, der sich auf einer Heimfahrt vom Hough-Street-Campus der LSE befand, hatte ein paar Schallplatten (darunter Blues von Muddy Waters und Rock ’n’ Roll von Chuck Berry) dabei, und so unterhielten sie sich über Musik und verabredeten sich schließlich, um mit Freunden Blues und Rock ’n’ Roll zu spielen.
Vorzugsweise an den Wochenenden fuhren Jagger und Richards von Dartford nach London, um in den angesagten Clubs der Stadt Live-Musik zu hören. So trafen sie auf Alexis Korner, spielten von Zeit zu Zeit in dessen Band Blues Incorporated mit, die regelmäßig samstags im Ealing Club und dann daneben auch donnerstags im Marquee Club auftrat, und lernten den aus Cheltenham stammenden Gitarristen und Mundharmonikaspieler Brian Jones und dessen Freund Ian Stewart kennen. Zusammen mit Brian Jones gründeten sie The Rolling Stones. Die Band hatte im Juli 1962 ihren ersten Auftritt im Marquee Club an der Londoner Oxford Street.
Mick Jagger und Brian Jones sowie später auch Keith Richards bezogen damals ein kleines möbliertes Apartment in der Edith Grove in Chelsea (London). Ihr erstes Engagement hatten die „Stones“ 1963 im Crawdaddy Club.
Mick Jagger als Sänger und Keith Richards an der Rhythmusgitarre führten die Gruppe zu Weltruhm. Jaggers markante Stimme wurde zum Markenzeichen der Stones. Für seine Bühnenshow als extrovertierter Frontman war James Brown Vorbild. Mick Jagger und Keith Richards komponierten zusammen hunderte Lieder, darunter Klassiker wie Tell Me, The Last Time, (I Can’t Get No) Satisfaction, Paint It Black, Lady Jane, Under My Thumb, Out of Time, Ruby Tuesday, Sympathy for the Devil, Jumpin’ Jack Flash, Street Fighting Man, Honky Tonk Women, Gimme Shelter, You Can’t Always Get What You Want, Brown Sugar, Wild Horses, Angie und Start Me Up.
Die Musikzeitschrift Rolling Stone würdigte diese Songwriting-Partnerschaft mit Rang sechs in ihrer Liste der „100 größten Songwriter aller Zeiten“. In einer weiteren Liste des von dem eng mit Jagger befreundeten Jann Wenner herausgegebenen Magazins belegt Jagger Rang 16 der „100 größten Sänger aller Zeiten“. Im Musikmagazin Blender nahm Jagger, der in der zweiten Hälfte der 1960er Jahre wie Brian Jones und Keith Richards LSD konsumiert hatte, den Rang 13 in der 2003 veröffentlichten Liste der 50 schlimmsten Rockstars aller Zeiten ein.

### Andere musikalische Projekte

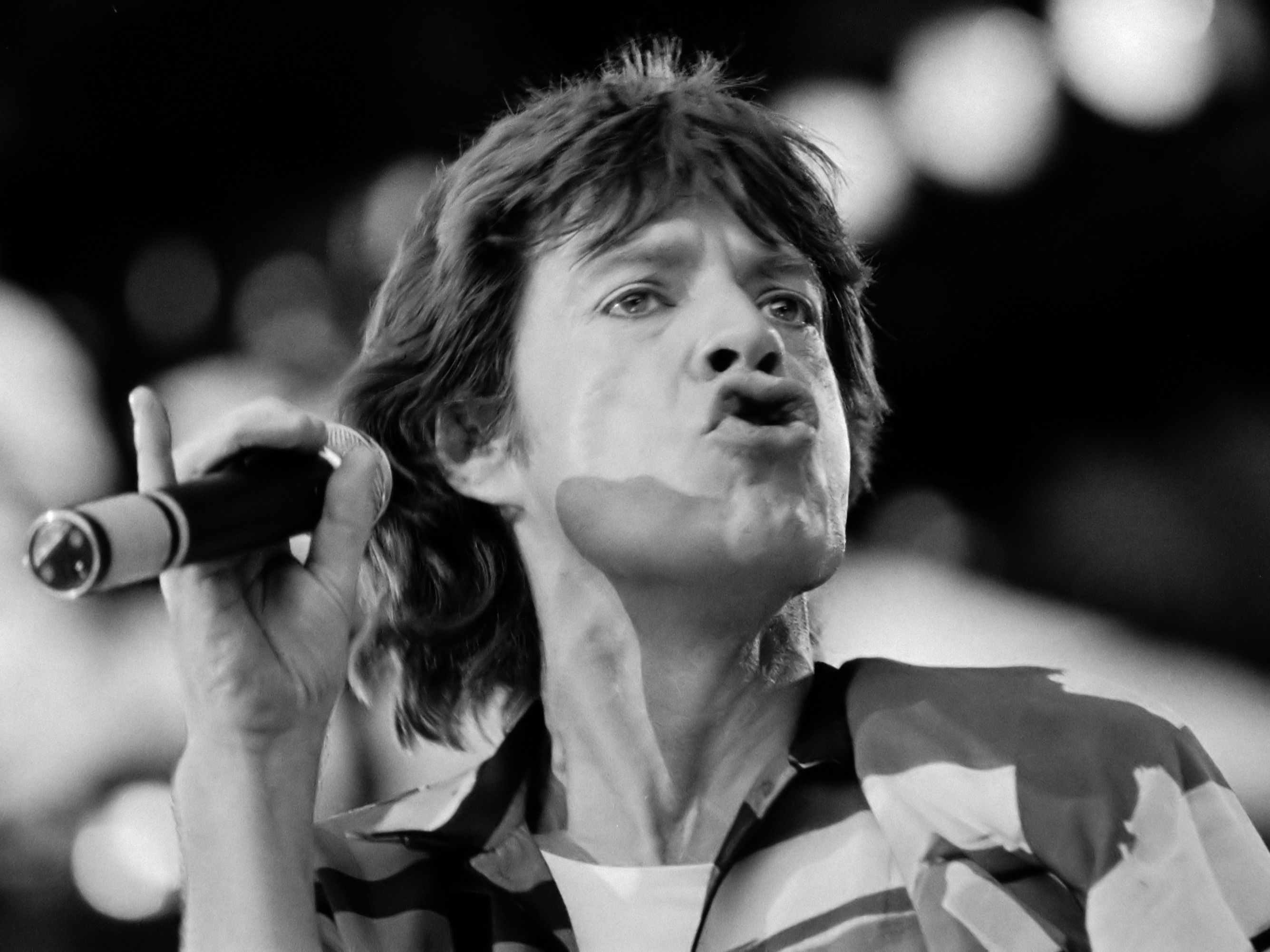
Mick Jagger (1982)

Im Jahr 1972 wirkte er bei Carly Simons Anfang 1973 erschienenem Song You’re So Vain (erstmals musikalisch unabhängig von den Stones) als Sänger beim Refrain nach der zweiten Strophe mit (Simon und er hatten sich im Mai 1971 bei einer Party anlässlich der Veröffentlichung von Brown Sugar kennengelernt). Als begehrter Gesangspartner beteiligte er sich auch an Musikveröffentlichungen von Daryl Hall, Michael Jackson (um 1984 beim selben Label wie die Stones unter Vertrag), John Lennon, Bette Midler und John Phillips.
Sein erstes Soloalbum, She’s The Boss, das 1985 erschien, war so erfolgreich, dass Jagger weitere Soloaktivitäten plante. So trat er anlässlich des Live-Aid-Konzerts am 13. Juli 1985 mit Tina Turner in Philadelphia auf. Zusammen mit David Bowie veröffentlichte er Dancing in the Street. Die Single erreichte international Top-Positionen, das Video zum Lied fand viel Beachtung, und für das Live-Aid-Projekt gab es die Erlöse aus den Verkäufen.
Die Solokonzerte im März 1988 in Japan sowie im September und Oktober 1988 in Australien, bei denen auch sehr viele Stones-Klassiker zu hören waren, brachten Keith Richards derart in Rage, dass eine gemeinsame Zukunft der Glimmer Twins mit den Rolling Stones kaum mehr möglich schien.
Im Jahr 1993 trat er in New York mit Songs aus seinem Solo-Album Wandering Spirit auf.
Im Mai 2011 gründete Jagger seine neue Band SuperHeavy. Bandmitglieder sind neben dem Eurythmics-Gitarristen David A. Stewart die Solokünstler Joss Stone, A. R. Rahman sowie Damian Marley.

### Aktivitäten im Filmgeschäft
Neben der Musik war Jagger auch immer wieder im Filmgeschäft tätig. Seinen ersten Fernsehauftritt hatte er im Herbst 1957 als Vierzehnjähriger gemeinsam mit seinem Vater in einer Folge der BBC-Sendung Beeing Sport über Turnschuhe.
In Nicolas Roegs Kultthriller Performance hatte er 1968 an der Seite von Anita Pallenberg seine erste Hauptrolle. Aus dem Film-Soundtrack stammt ein Lied, das immer wieder aufgeführt wird, wenn es um Beispiele für Mick Jaggers Gesangsleistungen geht: Memo from Turner, in dem die Zeile „The baby’s dead, my lady said“ auf die im Sommer 1968 geschehene Fehlgeburt des Kindes von Faithfull und ihm anspielt.
Es folgte ein Film von Tony Richardson über den australischen Outlaw Ned Kelly, in welchem Jagger die Titelrolle und Marianne Faithfull dessen Schwester spielt. In der ersten, unvollendeten Fassung von Werner Herzogs Film Fitzcarraldo spielte Jagger die Nebenrolle des Wilbur. Nach einer Unterbrechung der Dreharbeiten musste er jedoch wegen einer Tournee mit den Stones auf eine Fortführung der Arbeit verzichten. Da Herzog Jagger nicht durch einen anderen Schauspieler ersetzen wollte, strich er die Rolle aus dem späteren Film. Eine Szene mit Jagger ist in Werner Herzogs Mein liebster Feind enthalten. Gute Kritiken erhielt der Science-Fiction-Film Freejack. Mick Jagger sang 1987 das Titellied Ruthless People des gleichnamigen Films.
Er betätigte sich auch als Filmproduzent (Enigma – Das Geheimnis) und -komponist (2004-Remake von Alfie). Für das Filmlied Old Habits Die Hard erhielt er 2005 den Golden Globe. Zuletzt arbeitete Jagger neben Martin Scorsese als Produzent der HBO-Serie Vinyl. Mick Jagger gründete zudem seine eigene Produktionsfirma Jagged Films, die neben Enigma unter anderem auch The Women – Von großen und kleinen Affären produzierte sowie bei der Produktion von Get on Up beteiligt war.

## Image und Privatleben

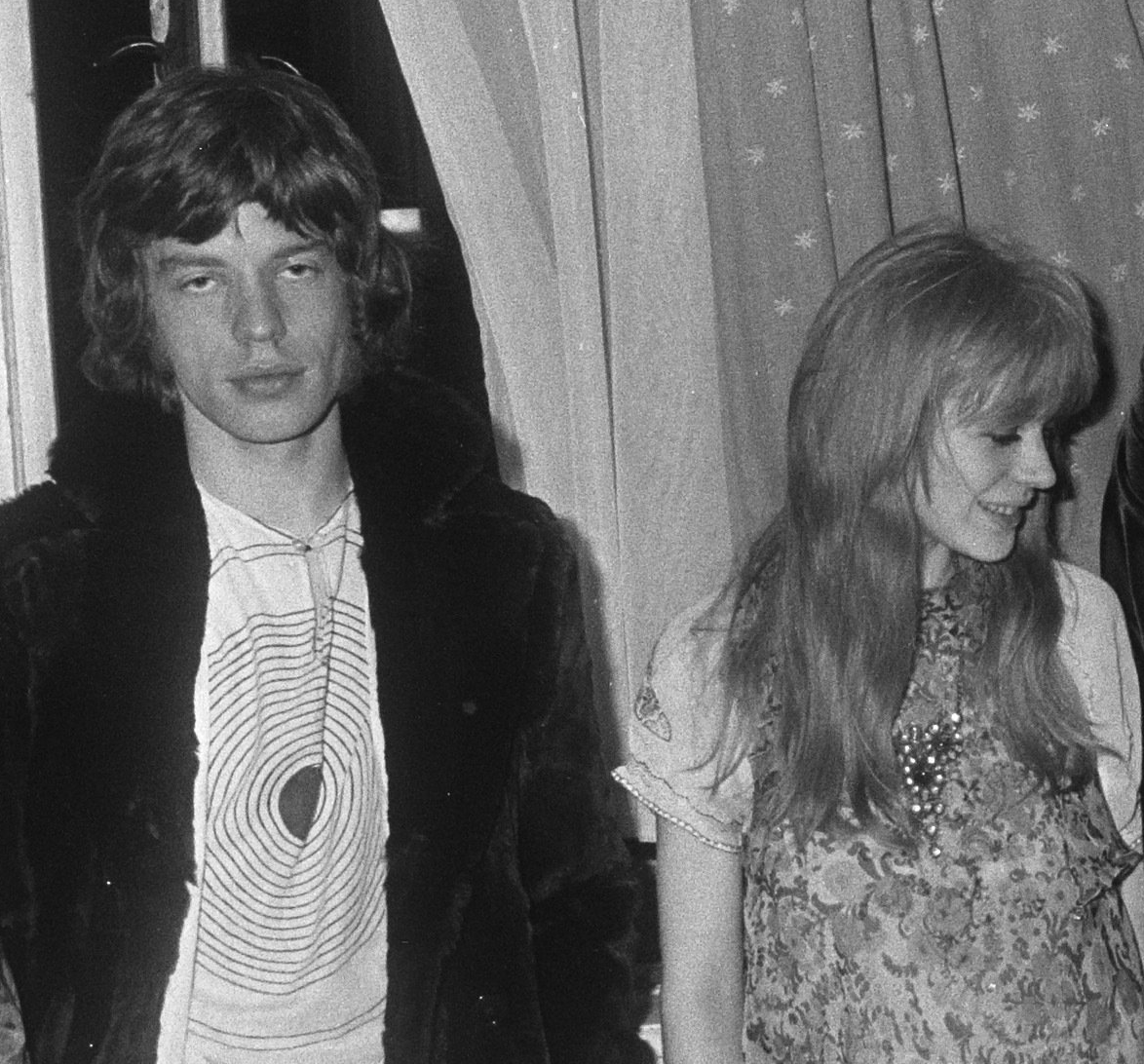
Mick Jagger und Marianne Faithfull, 1967

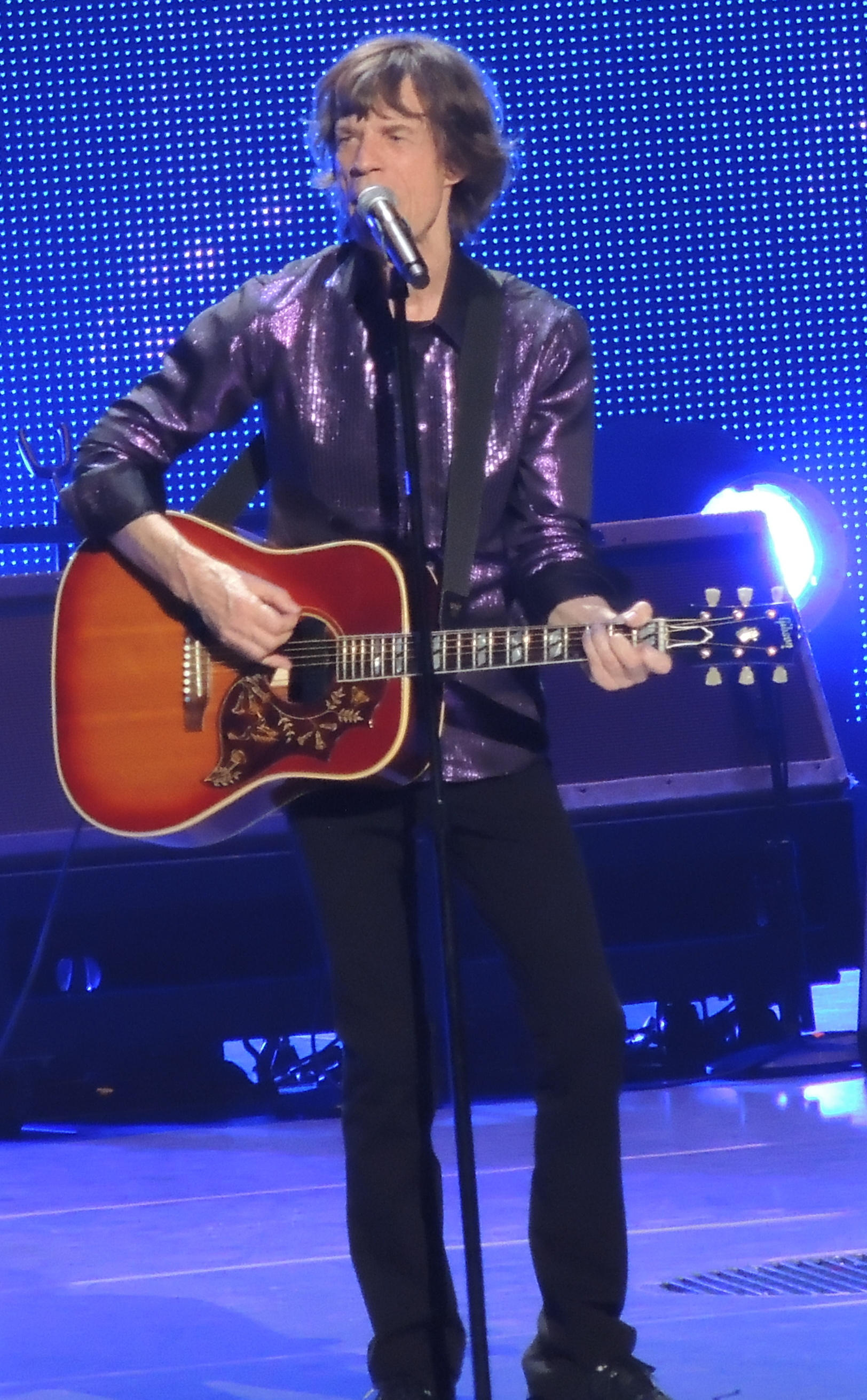
Mick Jagger, 2012 (Jagger spielte neben Bluesharp auch Klavier und Gitarre)

Neben der Anerkennung für seine künstlerische Arbeit fand in der Boulevardpresse auch immer Jaggers Privatleben Beachtung. Ab 1962 war seine erste feste Freundin Chrissie Shrimpton, die Schwester der damals berühmten Jean Shrimpton, was durchaus zum Bekanntwerden Jaggers und der Rolling Stones beigetragen hat. Wie Keith Richards zog er 1965 aus der Wohngemeinschaft Oldham und Chrissie Shrimpton aus. Zu seinen Affären gehörten unter anderem auch Anita Pallenberg, Pamela Des Barres, Bebe Buell und Pattie Boyd, Carla Bruni und Sophie Dahl sowie Jerry Hall. Ab 1966 hatte er mit der Sängerin Marianne Faithfull, der Ehefrau von John Dunbar, eine Liebesbeziehung. Mit Faithfull lebte Jagger in einem Stadthaus am Cheyne Walk.
Im siebten Schwangerschaftsmonat erlitt Faithfull eine Fehlgeburt der im Herbst 1968 erwarteten Tochter Corrina. Später erwarb Jagger ein eigenes Anwesen in Newbury.
Im Februar 1967 wurde Jagger während einer Party mit Freunden in Redlands, dem Landsitz von Keith Richards, im Rahmen einer Razzia dort verhaftet und es kam zu einem Drogenmissbrauchsprozess gegen die Rolling Stones, bei dem Jagger am 29. Juni 1967 wegen des Besitzes von vier in Italien legal erworbenen Amphetamin-Tabletten zu einer dreimonatigen, Richards zu einer sechsmonatigen Haftstrafe verurteilt wurde. Jagger und Richards wurden für die Dauer des Berufungsverfahrens gegen Kaution im Juli 1967 umgehend entlassen; die Urteile wurden infolge eines Verfahrensfehlers letztlich aufgehoben.
Mick Jagger war zweimal verheiratet und ist Vater von acht Kindern (Stand 2023). Aus einer Affäre mit Marsha Hunt, die Ende der 1960er Jahre als „Dionne“ Star im Rockmusical Hair war, stammt sein erstes Kind – seine Tochter Karis Jagger (* 4. November 1970). Jagger lernte Hunt 1969 während der Aufnahmen zu dem Titel Honky Tonk Women kennen. In erster Ehe war er von Mai 1971 bis 1980 mit Bianca Pérez-Mora Macías verheiratet. Die Hochzeit fand in Frankreich statt. Sie haben zusammen die Tochter Jade Jagger (* 21. Oktober 1971), die bis 1978 im Haus Mick Jaggers am Cheyne Walk in Chelsea (London) lebte.
In zweiter Ehe war Mick Jagger von 1990 bis 1999 mit Jerry Hall, mit der er schon seit 1977 zusammenlebte, (rechtlich umstritten) verheiratet. Hall und Jagger haben vier gemeinsame Kinder: Elizabeth Scarlett Jagger (* 2. März 1984), James Leroy Augustin Jagger (* 28. August 1985, Mitglied der Band Turbogeist), Georgia May Ayeesha Jagger (* 12. Januar 1992) und Gabriel Luke Beauregard Jagger (* 9. Dezember 1997). Mit Luciana Gimenez Morad hat Jagger einen weiteren Sohn, Lucas Maurice Morad Jagger (* 18. Mai 1999). Karis und Lucas tragen, obwohl nicht ehelich geboren, beide den Nachnamen ihres Vaters.
Ab 2001 war Mick Jagger mit der US-amerikanischen Modedesignerin L’Wren Scott liiert. Scott wurde am 17. März 2014 nach Suizid tot in ihrer New Yorker Wohnung aufgefunden.
Am 8. Dezember 2016 wurde Jagger im Alter von 73 Jahren zum achten Mal Vater.
Mutter des in New York City geborenen Sohnes, der den Namen Deveraux Octavian Basil Jagger trägt, ist die zum Zeitpunkt der Geburt 29 Jahre alte amerikanische Balletttänzerin Melanie Hamrick. Im April 2025 gab er bekannt, dass er und Hamrick seit zwei bis drei Jahren verlobt seien.
1995 wurde Mick Jagger zum Ehrenpräsidenten der University of London ernannt; im selben Jahr wurde er Ehrenmitglied der London School of Economics and Political Science. Am 12. Dezember 2003 wurde er unter Premierminister Tony Blair von Prinz Charles, die sich gerade von einer Operation erholende Königin Elisabeth II. vertretend, für seine „Verdienste um die populäre Musik“ zum Ritter geschlagen; damit darf er den Namenszusatz „Sir“ führen.

## Engagement für den Umweltschutz
Mick Jagger unterstützt die Meeresschutzorganisation Sea Shepherd. Zum dreißigjährigen Bestehen der Organisation veranstaltete er gemeinsam mit Pierce Brosnan eine Benefizgala, bei der er eine handsignierte Gitarre versteigern ließ. Weiter unterstützt Jagger die Soil Association, die sich für den BIO-Landbau im Vereinigten Königreich einsetzt.

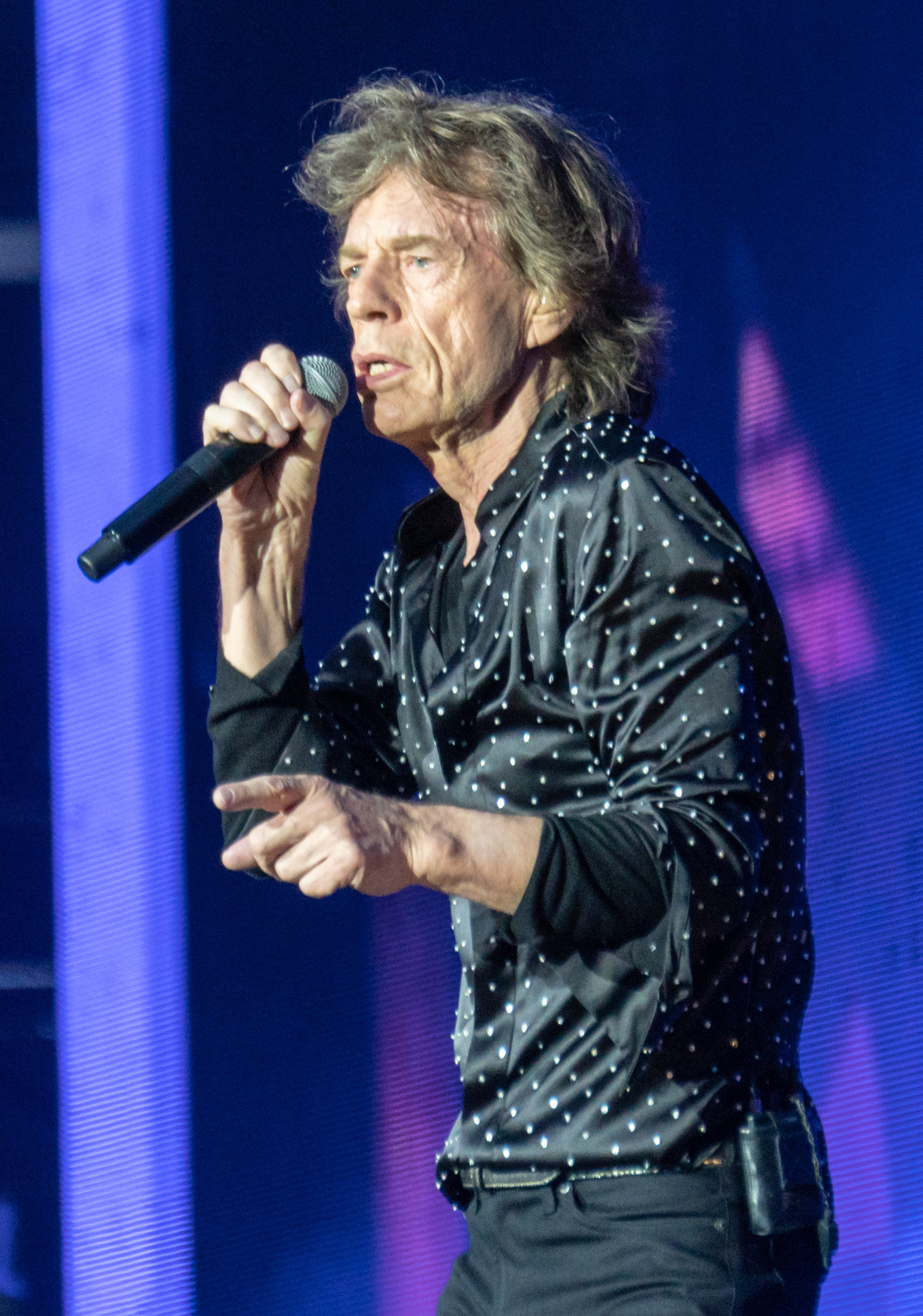
Mick Jagger (2018)

2019 zeigte sich Mick Jagger mit den protestierenden Umweltschützern bei den Filmfestspielen von Venedig solidarisch und kritisierte die Klimapolitik von Donald Trump.
Mick Jagger protestierte, gemeinsam mit seinen Bandkollegen, gegen ein Bauprojekt, bei dem mehrere über hundertjährige Bäume gefällt werden sollten. Die Protestaktion war erfolgreich, allerdings waren zuvor bereits 50 Bäume gefällt worden.

## Trivia
1965 wurde Mick Jagger zum Vorbild einer Generation. Die Londoner Times berichtete damals von drei englischen Jugendlichen zwischen 13 und 14 Jahren, deren Schulleiter ihnen wegen ihrer langen Haare Strafarbeiten auferlegte, die Teilnahme am Unterricht verbot und Prügel androhte. Der Schulleiter wehrte sich gegen Angriffe der Eltern mit den Worten, dies sei „eine schulinterne Angelegenheit“. Nach drei Wochen weigerten sich die Schüler immer noch, ihre Haare schneiden zu lassen, und zwar so lange, „bis Mick Jagger, ein Mitglied der Rolling Stones, sich seine schneiden ließ“.
In BBC-Dokumentation Being Mick von 2001 erzählt Mick Jagger über einen Zeitraum von einem Jahr von seinem Leben.
Mick Jagger ist Namensgeber der Trilobitenart Aegrotocatellus jaggeri aus der Ordnung der Phacopida und einer Vorläuferart heutiger Flusspferde mit der Bezeichnung Jaggermeryx naida.
Der Stuttgarter Insektenforscher Arnold Staniczek, ein Fan der Rolling Stones und Wissenschaftler am Staatlichen Museum für Naturkunde Stuttgart, entdeckte 2018 zusammen mit zwei weiteren Forschern sieben verschiedene fossile Arten von Steinfliegen in 99 Millionen Jahre altem Burmesischem Bernstein.
Als Hommage an die Rolling Stones wurden diese Rolling Stoneflies nach den derzeitigen und ehemaligen Mitgliedern der Band benannt. Die Mick Jagger gewidmete Art trägt den Namen Petroperla mickjaggeri. Zusammen mit Lapisperla keithrichardsi wurde die Art in eine eigene fossile Familie Petroperlidae gestellt, die wiederum nach den Rolling Stones (griechisch petra=Stein) benannt ist. Beide Arten der Petroperlidae besitzen eine große Zunge und ähneln damit dem Logo der Stones.

## Filmografie (Auswahl)
als Schauspieler
- 1970: Performance (mit Anita Pallenberg, gedreht 1968)

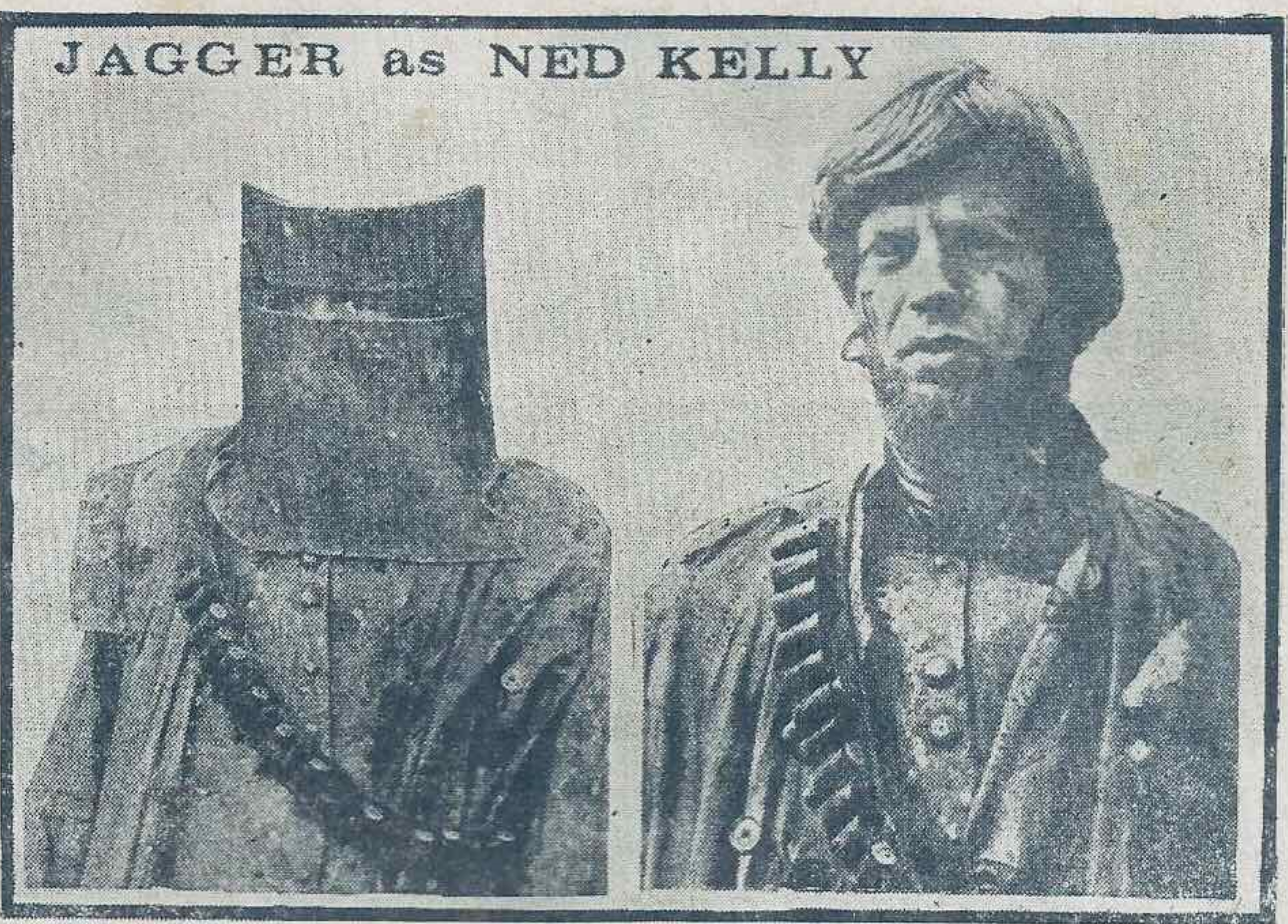
Mick Jagger als Ned Kelly, 1969/1970

- 1970: Kelly, der Bandit (Originaltitel: Ned Kelly, gedreht 1969, Regie: Tony Richardson)
- 1978: The Rutles – All You Need Is Cash (als Rockstar sich selbst spielend)
- 1978: Saturday Night Live vom 7. Oktober (sich selbst spielend mit Dan Aykroyd als Tom Snyder)
- 1981: Fitzcarraldo, Rolle des Wilbur (später gestrichen), erhalten in Die Last der Träume von Les Blank
  - 1982: Die Last der Träume (Burden of Dreams)
- 1983: The Nightingale in Shelley Duvalls Faerie Tale Theatre
- 1987: Running Out of Luck
- 1992: Freejack – Geisel der Zukunft (Freejack)
- 1997: Bent
- 2001: Ein Mann für geheime Stunden (The Man from Elysian Fields)
- 2008: Bank Job (The Bank Job) (Cameo)
- 2019: The Burnt Orange Heresy

als Komponist
- 2004: Alfie

als Produzent
- 2001: Enigma – Das Geheimnis
- 2008: The Women – Von großen und kleinen Affären
- 2014: Get on Up
- 2014: Mr. Dynamite: The Rise of James Brown
- 2016: Vinyl

## Diskografie
Studioalben

| Jahr | Titel                  | Höchstplatzierung, Gesamtwochen, AuszeichnungChartplatzierungen (Jahr, Titel, Platzierungen, Wochen, Auszeichnungen, Anmerkungen) | Höchstplatzierung, Gesamtwochen, AuszeichnungChartplatzierungen (Jahr, Titel, Platzierungen, Wochen, Auszeichnungen, Anmerkungen) | Höchstplatzierung, Gesamtwochen, AuszeichnungChartplatzierungen (Jahr, Titel, Platzierungen, Wochen, Auszeichnungen, Anmerkungen) | Höchstplatzierung, Gesamtwochen, AuszeichnungChartplatzierungen (Jahr, Titel, Platzierungen, Wochen, Auszeichnungen, Anmerkungen) | Höchstplatzierung, Gesamtwochen, AuszeichnungChartplatzierungen (Jahr, Titel, Platzierungen, Wochen, Auszeichnungen, Anmerkungen) | Anmerkungen |
| Jahr | Titel                  | DE | AT | CH | UK | US | Anmerkungen |
| ---- | ---------------------- | --- | --- | --- | --- | --- | --- |
| 1985 | She’s the Boss         | DE4 Gold · (36 Wo.)DE | AT7 (20 Wo.)AT | CH3 Gold · (16 Wo.)CH | UK6 Silber · (11 Wo.)UK | US13 Platin · (29 Wo.)US | Erstveröffentlichung: 21. Februar 1985 Produzenten: Bill Laswell, Mick Jagger, Nile Rodgers                                                                    |
| 1987 | Primitive Cool         | DE8 (14 Wo.)DE | AT15 (4 Wo.)AT | CH14 (5 Wo.)CH | UK26 (5 Wo.)UK | US41 (20 Wo.)US | Erstveröffentlichung: 14. September 1987 Produzenten: Mick Jagger, Keith Diamond, Dave Stewart. Als Studiomusiker wirkten u. a. Vernon Reid und Jeff Beck mit. |
| 1993 | Wandering Spirit       | DE3 Gold · (25 Wo.)DE | AT2 Gold · (20 Wo.)AT | CH2 Gold · (21 Wo.)CH | UK12 (4 Wo.)UK | US11 Gold · (16 Wo.)US | Erstveröffentlichung: 9. Februar 1993 Produzenten: Mick Jagger, Rick Rubin                                                                                     |
| 2001 | Goddess in the Doorway | DE2 Gold · (17 Wo.)DE | AT3 (8 Wo.)AT | CH8 (14 Wo.)CH | UK44 Silber · (5 Wo.)UK | US39 (8 Wo.)US | Erstveröffentlichung: 19. November 2001 Produzenten: Marti Frederiksen, Mick Jagger, Wyclef Jean, Matt Clifford, Chris Potter                                  |